# Thecacera pacifica
Thecacera pacifica – gatunek ślimaka z rzędu nagoskrzelnych i rodziny Polyceridae. Zamieszkuje Indo-Pacyfik i Zatokę Meksykańską.

## Taksonomia i mianownictwo
Gatunek ten opisany został po raz pierwszy w 1884 roku przez Rudolpha Bergha jako jedyny przedstawiciel monotypowego rodzaju Ohola. Później przeniesiony został do rodzaju Thecacera. Anglojęzyczna nazwa zwyczajowa, pikachu nudibranch, nawiązuje do Pikachu – pokemona o podobnym ubarwieniu.

## Morfologia

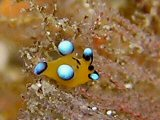
Osobnik młodociany

Ślimak ten osiąga maksymalnie 2–3 cm długości ciała. Ubarwienie ma ostrzegawcze. Podstawowa barwa ciała jest pomarańczowa. Rinofory są pomarańczowe z czarnymi wierzchołkami, zaś ich osłonki mają na krawędziach kolor czarny, w miejscu najszerszym przechodzący w elektryczny błękit i dalej w biel. Rozmieszczone we wianuszku skrzela są pomarańczowe z czarnymi pasami podłużnymi po stronach zewnętrznych. Wyrostki pozaskrzelowe oraz wyrostki w tyle ciała mają wierzchołki z kolorem czarnym przechodzącym w elektryczny błękit i na czubku w biel.
Przedni brzeg ciała tego ślimaka jest prosty, pozbawiony wyrostków. Nie występują czułki gębowe. Rinofory mają mocno wyciągnięte osłonki, wskutek czego ich buławki są silnie odsłonięte. Narządy gębowe mają duże płyty szczękowe podzielone na część podłużną i poprzeczną oraz osiem rzędów zębów na tarce. Język ma większą płytę boczną zewnętrzną, mniejszą płytkę boczną wewnętrzną oraz dwie płytki zewnętrzne. Skrzela zbudowane są z trzech silnie wykształconych listków. Za skrzelami na grzbietowej części nogi (notoum) leży para silnie rozrośniętych wyrostków pozaskrzelowych (papilli dorsalnych). Kolejne papille leżą na wierzchu przysadzistego ogona. Gruczoł obojnaczy jest odizolowany od wątrobotrzustki. Prostata jest niezbyt silnie rozwinięta. Uzbrojenie prącia oraz budowa zbiorników nasiennych nie odbiega od innych przedstawicieli rodziny.

## Ekologia i występowanie

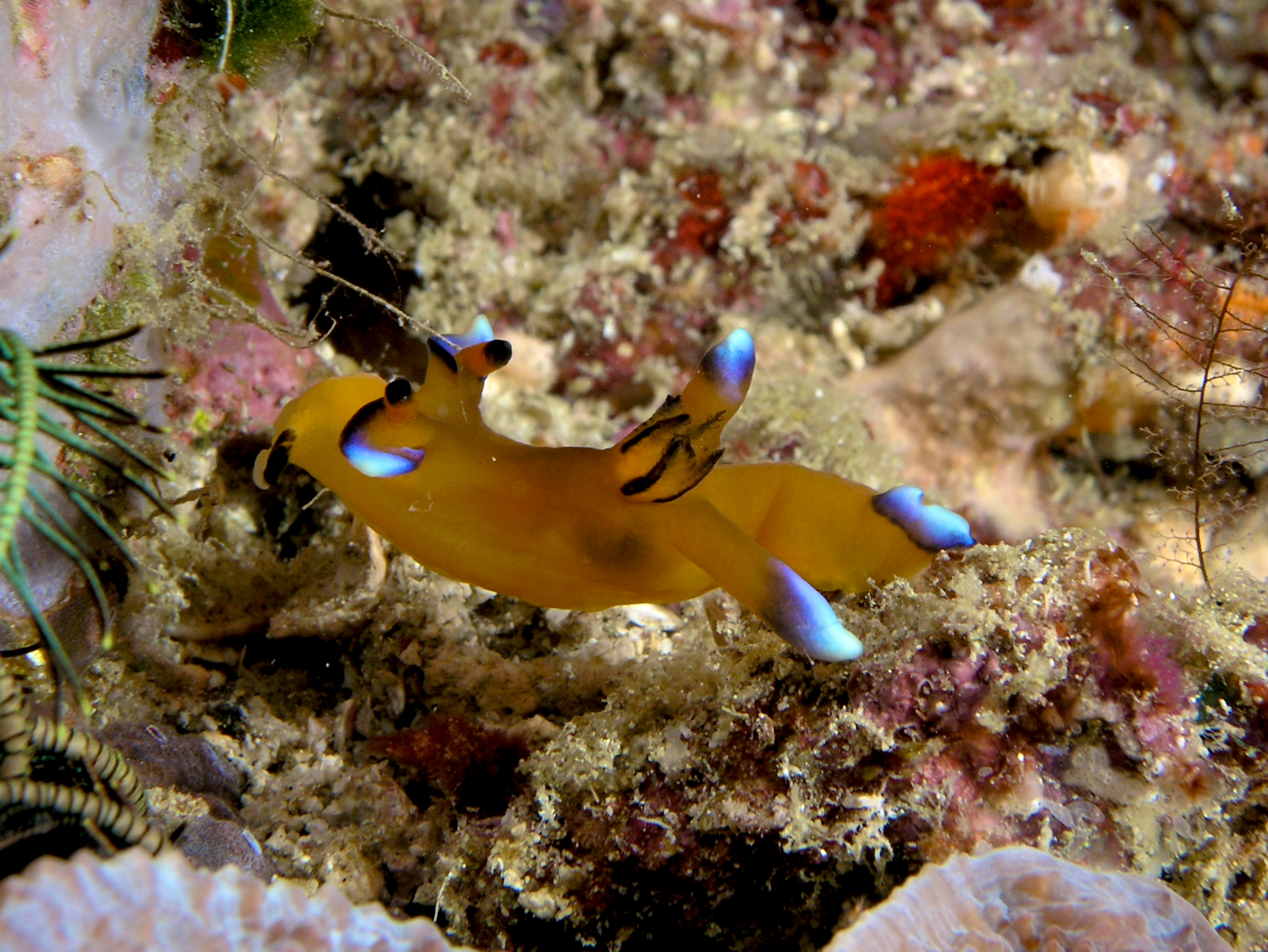

Jest to zwierzę bentosowe, spotykane na głębokości od 3 do 20 metrów. Bytuje na podłożu piaszczystym i kamienistym oraz na martwej materii organicznej i podwodnych roślinach, np. na Halimeda kanaloana. Jest drapieżnikiem żerującym na organizmach osiadłych.
Gatunek szeroko rozprzestrzeniony; znany jest z zachodniej części Oceanu Spokojnego po Hawaje i Vanuatu na wschodzie, Oceanu Indyjskiego, w tym m.in. z Zatoki Omańskiej oraz wybrzeży Mozambiku i Reunion, a także z Oceanu Atlantyckiego, a konkretniej Zatoki Meksykańskiej.